# Rötger Groß

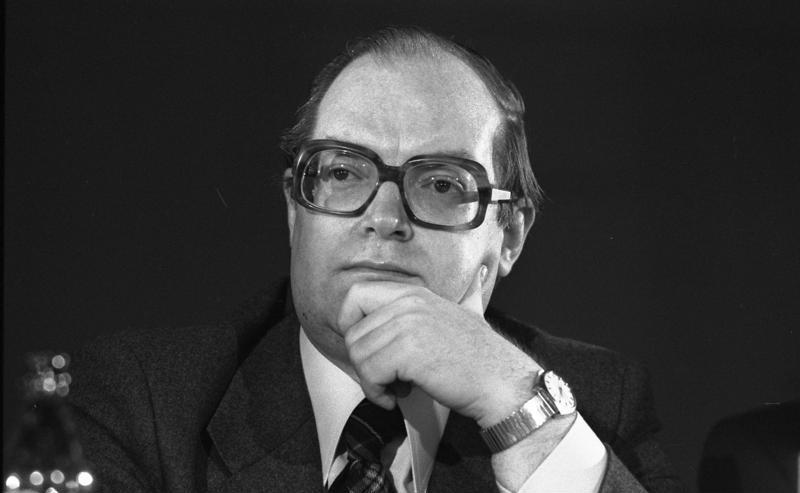
Rötger Groß (1976)

Rötger Emanuel Julius Groß (* 22. April 1933 in Hildburghausen; † 15. Dezember 2004 in Berlin) war ein deutscher Politiker (FDP). Er war von 1972 bis 1974 Mitglied des Deutschen Bundestages, von 1974 bis 1978 Mitglied des Niedersächsischen Landtages und von 1974 bis 1976 sowie von 1977 bis 1978 Niedersächsischer Innenminister.

## Leben
Groß wurde als Sohn eines Pfarrers geboren und besuchte die Volksschule in Ostpreußen, Hessen und Hamburg. Darauf folgte der Besuch humanistischer Gymnasien, zunächst in Lüneburg und später in Hamburg, wo er im Jahr 1952 sein Abitur ablegte. Anschließend studierte er von 1952 bis 1956 Rechtswissenschaft und Neuere deutsche Geschichte an den Universitäten in Hamburg und Heidelberg. Während seines Studiums arbeitete er als Werkstudent in der Landwirtschaft, der Lederindustrie und der Automobilindustrie. An der Heidelberger Universität war er von 1954 bis 1955 Erster Vorsitzender des Allgemeinen Studentenausschusses. Sein erstes juristisches Staatsexamen legte er im Jahr 1956 ab. Von 1958 bis 1959 studierte er Verwaltungswissenschaften an der Verwaltungshochschule Speyer.
Nach Ablegung des zweiten juristischen Staatsexamens 1960 war Groß kurzzeitig bei einem Rechtsanwalt beschäftigt, ehe er 1961 als Assessor in den Hamburgischen Staatsdienst eintrat. Hier war er in verschiedenen Ämtern tätig (Bezirksverwaltung, Schulbehörde, Baubehörde). Im Jahr 1964 wurde er zum Regierungsrat ernannt. Von 1964 bis 1972 war er Stadtdirektor in Hameln und dort als Dezernent für das Schul- und Kulturwesen zuständig.
Von 1965 bis 1973 war Groß Vorsitzender des Verkehrsvereins Hameln sowie zwischen 1965 und 1972 Vorsitzender des Aufsichtsrates der Oberweser-Dampfschiffahrt GmbH. Von 1971 bis 1974 war er Vorsitzender des Fremdenverkehrsverbandes Weserbergland-Mittelweser. Zudem war er stellvertretender Vorsitzender des Fremdenverkehrsverbandes in Niedersachsen. Von 1973 bis 1974 war er Mitglied des Präsidiums des Deutschen Städte- und Gemeindebundes sowie des Vorstandes des Bundesverbandes für den Selbstschutz und des Kuratoriums der Bundeszentrale für politische Bildung.
Nach seinem Ausscheiden aus dem Bundestag ließ er sich im Juni 1974 als Rechtsanwalt nieder. Rötger Groß starb im Dezember 2004 in Berlin im Alter von 71 Jahren.

## Partei, Abgeordneter, Minister
Groß war von 1952 bis 1958 Mitglied im Liberalen Studentenbund Deutschlands. Im Jahr 1954 wurde er Mitglied der FDP. Den Deutschen Jungdemokraten gehörte er von 1958 bis 1968 an, von 1961 bis 1963 war er stellvertretender Landesvorsitzender der Jungdemokraten in Hamburg. Von 1959 bis 1964 hatte er für die FDP verschiedene Parteiämter in Hamburg inne. Von Mai 1968 bis zu seinem Rücktritt nach der Landtagswahl 1978 war Groß Landesvorsitzender der FDP Niedersachsen und von 1970 bis November 1978 Mitglied des FDP-Bundesvorstandes.
Bei der Bundestagswahl 1972 wurde er über die Landesliste der FDP Niedersachsen in den Deutschen Bundestag gewählt; dort war er Mitglied des Innenausschusses.
Groß trat zur Landtagswahl 1974 als Spitzenkandidat der FDP an und wurde in den Niedersächsischen Landtag gewählt, dem er vom 21. Juni 1974 bis zum 20. Juni 1978 als Abgeordneter angehörte. Sein Bundestagsmandat legte er daraufhin am 5. Juli 1974 nieder. Nach Abschluss eines Koalitionsvertrages mit der SPD amtierte er vom 10. Juli 1974 bis 13. Februar 1976 im Kabinett von Alfred Kubel als niedersächsischer Innenminister.
Nach der Wahl Ernst Albrechts zum Ministerpräsidenten 1976 verblieb die FDP zunächst in ihrer Oppositionsrolle und lehnte alle Angebote der CDU zu einer Koalitionsbildung ab. Als Albrecht eine Bundesratsklausel anbot, die der FDP bei Bundesratsabstimmungen Konzessionen zugunsten der Bonner Regierungskoalition zusagte, sprach Groß sich für die Bildung einer christlich-liberalen Koalition aus, die auf dem FDP-Sonderparteitag im Dezember 1976 mit knapper Mehrheit bestätigt wurde. Groß wurde am 19. Januar 1977 Innenminister in der Regierung Albrecht und war bis zum zu seinem Ausscheiden aus der Landesregierung am 28. Juni 1978 zugleich Stellvertreter des Ministerpräsidenten.